# Turje, Hrastnik
Turje este o localitate din comuna Hrastnik, Slovenia, cu o populație de 273 de locuitori.